# Юбанк (Кентуккі)
Юбанк (англ. Eubank) — місто (англ. city) в США, в округах Пуласкі і Лінкольн штату Кентуккі. Населення — 313 особи (2020).

## Географія
Юбанк розташований за координатами 37°16′45″ пн. ш. 84°39′18″ зх. д. / 37.27917° пн. ш. 84.65500° зх. д. (37.279182, -84.655047).  За даними Бюро перепису населення США в 2010 році місто мало площу 2,21 км², з яких 2,19 км² — суходіл та 0,01 км² — водойми.

## Демографія
Згідно з переписом 2010 року, у місті мешкало 319 осіб у 136 домогосподарствах у складі 89 родин. Густота населення становила 145 осіб/км².  Було 161 помешкання (73/км²).
Расовий склад населення:
| - 92,2 % — білих - 1,6 % — чорних або афроамериканців - 0,3 % — корінних американців - 1,9 % — осіб інших рас |

До двох чи більше рас належало 4,1 %. Частка іспаномовних становила 4,4 % від усіх жителів.
За віковим діапазоном населення розподілялося таким чином: 24,8 % — особи молодші 18 років, 57,6 % — особи у віці 18—64 років, 17,6 % — особи у віці 65 років та старші. Медіана віку мешканця становила 40,5 року. На 100 осіб жіночої статі у місті припадало 86,5 чоловіків;  на 100 жінок у віці від 18 років та старших — 87,5 чоловіків також старших 18 років.
Середній дохід на одне домашнє господарство  становив 38 030 доларів США (медіана — 28 125), а середній дохід на одну сім'ю — 39 571 долар (медіана — 28 750). За межею бідності перебувало 23,1 % осіб, у тому числі 30,9 % дітей у віці до 18 років та 3,6 % осіб у віці 65 років та старших.
Цивільне працевлаштоване населення становило 113 особи. Основні галузі зайнятості: освіта, охорона здоров'я та соціальна допомога — 39,8 %, будівництво — 17,7 %, виробництво — 10,6 %, публічна адміністрація — 8,8 %.